# 帕西 (约讷省)
帕西（法語：Passy，法語發音：[pasi] ⓘ）是法国勃艮第-弗朗什-孔泰大区约讷省的一个市镇，位于该省北部，属于桑斯区。

## 地理
帕西（48°6'36"N, 3°18'10"E）面积5.74 平方千米，位于法国勃艮第-弗朗什-孔泰大區约讷省，该省份为法国中北部内陆省份，西接卢瓦雷省，西北接塞纳-马恩省，南至涅夫勒省，东临科多尔省，东北与奥布省接壤。
与帕西接壤的市镇（或旧市镇、城区）包括：韦龙、马尔桑日、约讷河畔新城。
帕西的时区为UTC+01:00、UTC+02:00（夏令时）。

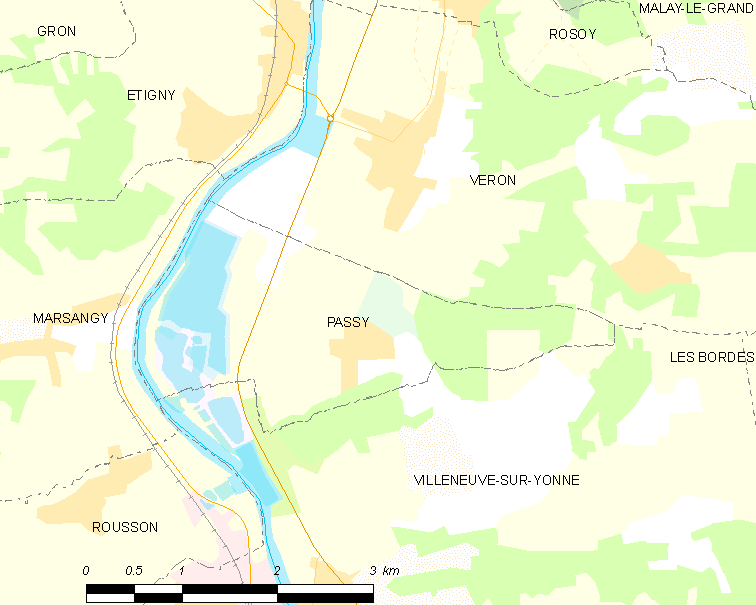
帕西的OSM定位图

## 行政
帕西的邮政编码为89510，INSEE市镇编码为89291。

## 政治
帕西所属的省级选区为约讷河畔新城县。

## 人口

1962-2008年间帕西人口变化图示

帕西于2022年1月1日时的人口数量为329人。